# Graphium aristeus
Graphium aristeus — дневная бабочка из рода Графиум, семейства Парусники. Впервые описана в 1780 году немецким энтомологом-любителем Каспаром Столлом и названа им в честь древнегреческого бога Аристея.

## Описание

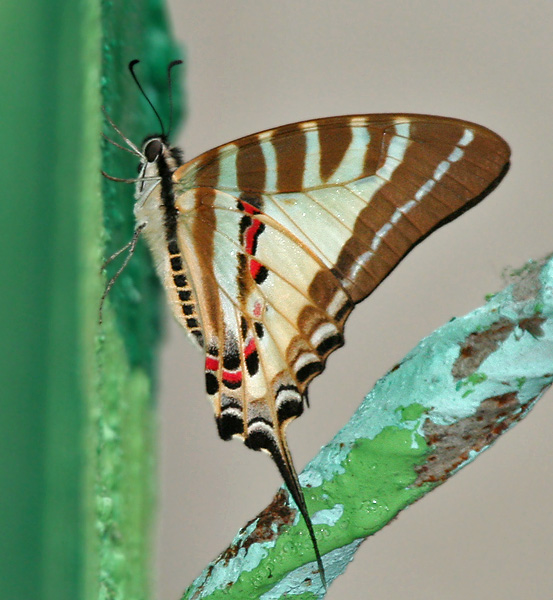

Размах крыльев 50—60 мм. Самки относительно крупнее самцов. Окраска чёрно-коричневая и белая. У оснований крыльев цвет крыльев жёлто-зелёный. Тёмное поле переднего крыла с двумя тонкими светлыми полосами, доходит до его середины. Окраска задних крыльев светлая. Задние крылья оканчиваются очень длинными «хвостиками», которые являются самыми длинными среди всех представителей семейства Парусники.
Тело чёрного цвета, брюшко со светлыми боками.

## Ареал
Индия, Юго-Восточная Азия, Сулавеси, Филиппины.

## Подвиды
- G. a. anticrates (Doubleday, 1846. С. Индия)
- G. a. aristeus (Stoll, 1780. о. Серам, Амбон)
- G. a. erebos (Tsukada & Nishiyama, 1989. о. Сумбава)
- G. a. hainanensis (Chou & Gu, 1994. о. Хайнань (остров))
- G. a. hermocrates (C. & R. Felder, 1865. Мьянма, Филиппины, Ява)
- G. a. palasarinus (Kalis, 1941. о. Бали)
- G. a. parmatus (Gray, 1853. о-ва Ару, Н. Гвинея, Австралия)
- G. a. paron (Godman & Salvin, 1879. Соломоновы о-ва)
- G. a. timocrates (Felder, 1855. о. Хальмахера, Бачан, Буру)